# XO-5
XO-5 é uma estrela, anã amarela da sequência principal, localizada a cerca de 830 anos-luz de distância do Planeta Terra na Constelação de Lynx. Ela tem uma magnitude de cerca de 12 e não se pode ver a olho nu, mas é visível através de um pequeno telescópio.

O exoplaneta XO-5b foi descoberto, orbitando esta estrela, pelo Telescopio XO, usando o método de trânsito em 2008. Este planeta está classificado como Jupiter quente.